# 埃松省
埃松省（法語：Essonne）是法国一个省份，属于法兰西岛大区，编号91。埃松河流经该省。省名和河名都源自高卢河流女神的名字Exona。

## 历史
埃松省建于1968年1月1日。此前是塞纳-瓦兹省的南部地区。
1969年，沙托福尔和图叙勒诺布勒两个市镇脱离埃松省，划归伊夫林省。
1985年，县的数目达到42个。

## 地理
埃松省属于法兰西岛大区。
该省
- 北邻上塞纳省和马恩河谷省；
- 东邻塞纳-马恩省；
- 南邻卢瓦雷省；
- 西邻厄尔-卢瓦尔省和伊夫琳省。

主要河流：塞纳河及其支流耶尔河（Yerres）、奧爾日河和埃松河。
人口最多的市镇：埃夫里、科尔贝埃松、马西。

## 气候
埃松省属退化的海洋性气候，主要受西-西南海风影响。
该省降雨较频繁（每年约160天），但却是法国最干燥的省份之一，降雨量较低（560毫米/年）。

## 行政区划
埃松省分为三个区：
- 埃夫里区；
- 埃唐普区；
- 帕莱索区。